# Metaleptyphantes machadoi
Metaleptyphantes machadoi är en spindelart som beskrevs av George Hazelwood Locket 1968. Metaleptyphantes machadoi ingår i släktet Metaleptyphantes och familjen täckvävarspindlar. Inga underarter finns listade i Catalogue of Life.